# Oberleitungsbus Quito
| Wagen 21 an der Haltestelle Estadio |            |                        |                        |
| Streckenlänge: | 18,7 km    |                        |                        |
| Stromsystem: | 750 Volt = |                        |                        |
| Maximale Neigung: | 157 ‰      |                        |                        |
| Streckengeschwindigkeit: | 60 km/h    |                        |                        |
| |            |                        |                        |
| \| \| \| \| \| \| \| 0,0 \| Estación Norte La "Y" \| Estación Norte La "Y" \| \| \| \| La "Y" \| \| \| \| \| Estadio \| \| \| \| \| La Carolina \| \| \| \| \| Florón \| \| \| \| \| Mariana de Jesús \| \| \| \| \| Cuero y Caicedo \| \| \| \| \| Colón \| \| \| \| \| Santa Clara \| \| \| \| \| Mariscal \| \| \| \| \| Ejido \| \| \| \| \| La Alameda \| \| \| \| \| Banco Central \| \| \| \| \| \| \| \| \| \| San Blas \| \| \| \| 6,7 \| Plaza del Teatro \| Plaza del Teatro \| \| \| \| Plaza Grande \| \| \| \| \| \| \| \| \| \| Santo Domingo \| \| \| \| \| Cumandá \| \| \| \| \| Recoleta \| \| \| \| \| Jefferson Pérez \| \| \| \| \| Colina \| \| \| \| \| Chimbacalle \| \| \| \| \| Villaflora \| \| \| \| 11,2 \| Estación Sur El Recreo \| Estación Sur El Recreo \| \| \| \| \| \| \| \| \| \| \| \| \| \| Calzado \| \| \| \| \| España \| \| \| \| \| Quito Sur \| \| \| \| \| Internacional \| \| \| \| \| Ajaví \| \| \| \| \| Solanda \| \| \| \| \| Mercado Mayorista \| \| \| \| \| Quimiag \| \| \| \| \| Registro Civil \| \| \| \| 16,1 \| Morán Valverde \| Morán Valverde \| \| \| \| \| \| \| \| \| Amaru Ñan \| \| \| \| \| Cóndor Ñan \| \| \| \| 18,7 \| Estación Quitumbe \| Estación Quitumbe \| \| \| \| \| \| |            |                        |                        |
| U-Bahn-Strecke von links · U-Bahn-Strecke von rechts |            |                        |                        |
| U-Bahn-Bahnhof · U-Bahn-Bahnhof | 0,0        | Estación Norte La "Y"  | Estación Norte La "Y"  |
| U-Bahn-Haltepunkt / Haltestelle · U-Bahn-Haltepunkt / Haltestelle |            | La "Y"                 | La "Y"                 |
| U-Bahn-Haltepunkt / Haltestelle · U-Bahn-Haltepunkt / Haltestelle |            | Estadio                | Estadio                |
| U-Bahn-Haltepunkt / Haltestelle · U-Bahn-Haltepunkt / Haltestelle |            | La Carolina            | La Carolina            |
| U-Bahn-Haltepunkt / Haltestelle · U-Bahn-Haltepunkt / Haltestelle |            | Florón                 | Florón                 |
| U-Bahn-Haltepunkt / Haltestelle · U-Bahn-Haltepunkt / Haltestelle |            | Mariana de Jesús       | Mariana de Jesús       |
| U-Bahn-Haltepunkt / Haltestelle · U-Bahn-Haltepunkt / Haltestelle |            | Cuero y Caicedo        | Cuero y Caicedo        |
| U-Bahn-Bahnhof · U-Bahn-Bahnhof |            | Colón                  | Colón                  |
| U-Bahn-Haltepunkt / Haltestelle · U-Bahn-Haltepunkt / Haltestelle |            | Santa Clara            | Santa Clara            |
| U-Bahn-Haltepunkt / Haltestelle · U-Bahn-Haltepunkt / Haltestelle |            | Mariscal               | Mariscal               |
| U-Bahn-Haltepunkt / Haltestelle · U-Bahn-Haltepunkt / Haltestelle |            | Ejido                  | Ejido                  |
| U-Bahn-Haltepunkt / Haltestelle · U-Bahn-Haltepunkt / Haltestelle |            | La Alameda             | La Alameda             |
| U-Bahn-Haltepunkt / Haltestelle · U-Bahn-Strecke geradeaus |            | Banco Central          | Banco Central          |
| U-Bahn-Strecke von links · U-Bahn-Strecke nach rechts · U-Bahn-Strecke nach links · U-Bahn-Strecke von rechts |            |                        |                        |
| U-Bahn-Strecke · U-Bahn-Haltepunkt / Haltestelle |            | San Blas               | San Blas               |
| U-Bahn-Bahnhof · U-Bahn-Bahnhof | 6,7        | Plaza del Teatro       | Plaza del Teatro       |
| U-Bahn-Haltepunkt / Haltestelle · U-Bahn-Strecke geradeaus |            | Plaza Grande           | Plaza Grande           |
| U-Bahn-Strecke nach links · U-Bahn-Strecke von rechts · U-Bahn-Strecke von links · U-Bahn-Strecke nach rechts |            |                        |                        |
| U-Bahn-Haltepunkt / Haltestelle · U-Bahn-Haltepunkt / Haltestelle |            | Santo Domingo          | Santo Domingo          |
| U-Bahn-Haltepunkt / Haltestelle · U-Bahn-Haltepunkt / Haltestelle |            | Cumandá                | Cumandá                |
| U-Bahn-Haltepunkt / Haltestelle · U-Bahn-Haltepunkt / Haltestelle |            | Recoleta               | Recoleta               |
| U-Bahn-Haltepunkt / Haltestelle · U-Bahn-Strecke geradeaus |            | Jefferson Pérez        | Jefferson Pérez        |
| U-Bahn-Strecke · U-Bahn-Haltepunkt / Haltestelle |            | Colina                 | Colina                 |
| U-Bahn-Haltepunkt / Haltestelle · U-Bahn-Haltepunkt / Haltestelle |            | Chimbacalle            | Chimbacalle            |
| U-Bahn-Haltepunkt / Haltestelle · U-Bahn-Haltepunkt / Haltestelle |            | Villaflora             | Villaflora             |
| U-Bahn-Bahnhof · U-Bahn-Bahnhof | 11,2       | Estación Sur El Recreo | Estación Sur El Recreo |
| U-Bahn-Strecke nach halblinks · U-Bahn-Strecke nach halbrechts |            |                        |                        |
| U-Bahn-Strecke von halblinks · U-Bahn-Strecke von halbrechts |            |                        |                        |
| U-Bahn-Haltepunkt / Haltestelle · U-Bahn-Haltepunkt / Haltestelle |            | Calzado                | Calzado                |
| U-Bahn-Haltepunkt / Haltestelle · U-Bahn-Haltepunkt / Haltestelle |            | España                 | España                 |
| U-Bahn-Haltepunkt / Haltestelle · U-Bahn-Haltepunkt / Haltestelle |            | Quito Sur              | Quito Sur              |
| U-Bahn-Haltepunkt / Haltestelle · U-Bahn-Haltepunkt / Haltestelle |            | Internacional          | Internacional          |
| U-Bahn-Haltepunkt / Haltestelle · U-Bahn-Haltepunkt / Haltestelle |            | Ajaví                  | Ajaví                  |
| U-Bahn-Haltepunkt / Haltestelle · U-Bahn-Haltepunkt / Haltestelle |            | Solanda                | Solanda                |
| U-Bahn-Haltepunkt / Haltestelle · U-Bahn-Haltepunkt / Haltestelle |            | Mercado Mayorista      | Mercado Mayorista      |
| U-Bahn-Haltepunkt / Haltestelle · U-Bahn-Haltepunkt / Haltestelle |            | Quimiag                | Quimiag                |
| U-Bahn-Haltepunkt / Haltestelle · U-Bahn-Haltepunkt / Haltestelle |            | Registro Civil         | Registro Civil         |
| U-Bahn-Bahnhof · U-Bahn-Bahnhof | 16,1       | Morán Valverde         | Morán Valverde         |
| U-Bahn-Abzweig geradeaus und nach links · U-Bahn-Abzweig geradeaus und nach rechts |            |                        |                        |
| U-Bahn-Haltepunkt / Haltestelle · U-Bahn-Haltepunkt / Haltestelle |            | Amaru Ñan              | Amaru Ñan              |
| U-Bahn-Haltepunkt / Haltestelle · U-Bahn-Haltepunkt / Haltestelle |            | Cóndor Ñan             | Cóndor Ñan             |
| U-Bahn-Bahnhof · U-Bahn-Bahnhof | 18,7       | Estación Quitumbe      | Estación Quitumbe      |
| U-Bahn-Strecke nach links · U-Bahn-Strecke nach rechts |            |                        |                        |

Der Oberleitungsbus Quito (spanisch: Trolebús de Quito oder umgangssprachlich el Trole) ist der einzige Oberleitungsbus-Betrieb in Ecuador. Er wird vom Verkehrsunternehmen Compañía Trolebús Quito S.A. – ehemals Unidad Operadora del Sistema Trolebús / UOST – geführt und bildete bis zur Inbetriebnahme der Metro de Quito im Jahr 2023 das Rückgrat des Öffentlichen Personennahverkehrs in der ecuadorianischen Hauptstadt Quito.

## Geschichte
In der Metropole Quito wurde 1994 mit dem Baubeginn der Trolleybus-Strecke zum zweiten Mal ein elektrisches Nahverkehrsmittel eingeführt. Das erste war die von 1914 bis 1948 verkehrende Straßenbahn Quito, die Tranvía de Quito. Der Aufbau der Strecke war von Sabotageakten der um ihre Interessen besorgten Bus- und Taxiunternehmen begleitet und erfolgte teilweise unter Polizeischutz. Das neue Trolleybus-System wurde schließlich am 18. Dezember 1995 in Betrieb genommen. Es besteht bis heute aus nur einer einzigen Strecke, Abzweige sind nicht vorhanden. Diese durchzieht die langgestreckte Stadt von Nord (Haltestelle Estación Norte La "Y", gesprochen [je]) nach Süd (Haltestelle Estación Quitumbe). Insgesamt werden 37 Haltestellen bedient, davon fünf nur in einer Fahrtrichtung. Die einzelnen Teilstücke gingen wie folgt in Betrieb:
| Datum             | Abschnitt                                 | Länge  | Gesamtlänge |
| ----------------- | ----------------------------------------- | ------ | ----------- |
| 18. Dezember 1995 | Estación Sur El Recreo – Plaza del Teatro | 4,5 km | 4,5 km      |
| 19. März 1996     | Plaza del Teatro – Colón                  | ?      | ?           |
| 21. April 1996    | Colón – Estación Norte La "Y"             | ?      | 11,2 km     |
| 30. April 2000    | Estación Sur El Recreo – Morán Valverde   | 4,9 km | 16,1 km     |
| 19. Dezember 2008 | Morán Valverde – Estación Quitumbe        | 2,6 km | 18,7 km     |

Eine Besonderheit sind die teilweise starken Steigungen, die Route ist bis zu 15,7 Prozent steil. Heute transportiert der Oberleitungsbus Quito täglich etwa 250.000 Fahrgäste, bei der Planung war man noch von einem Fahrgastaufkommen von nur 120.000 Passagieren am Tag ausgegangen.

## Infrastruktur und Betrieb

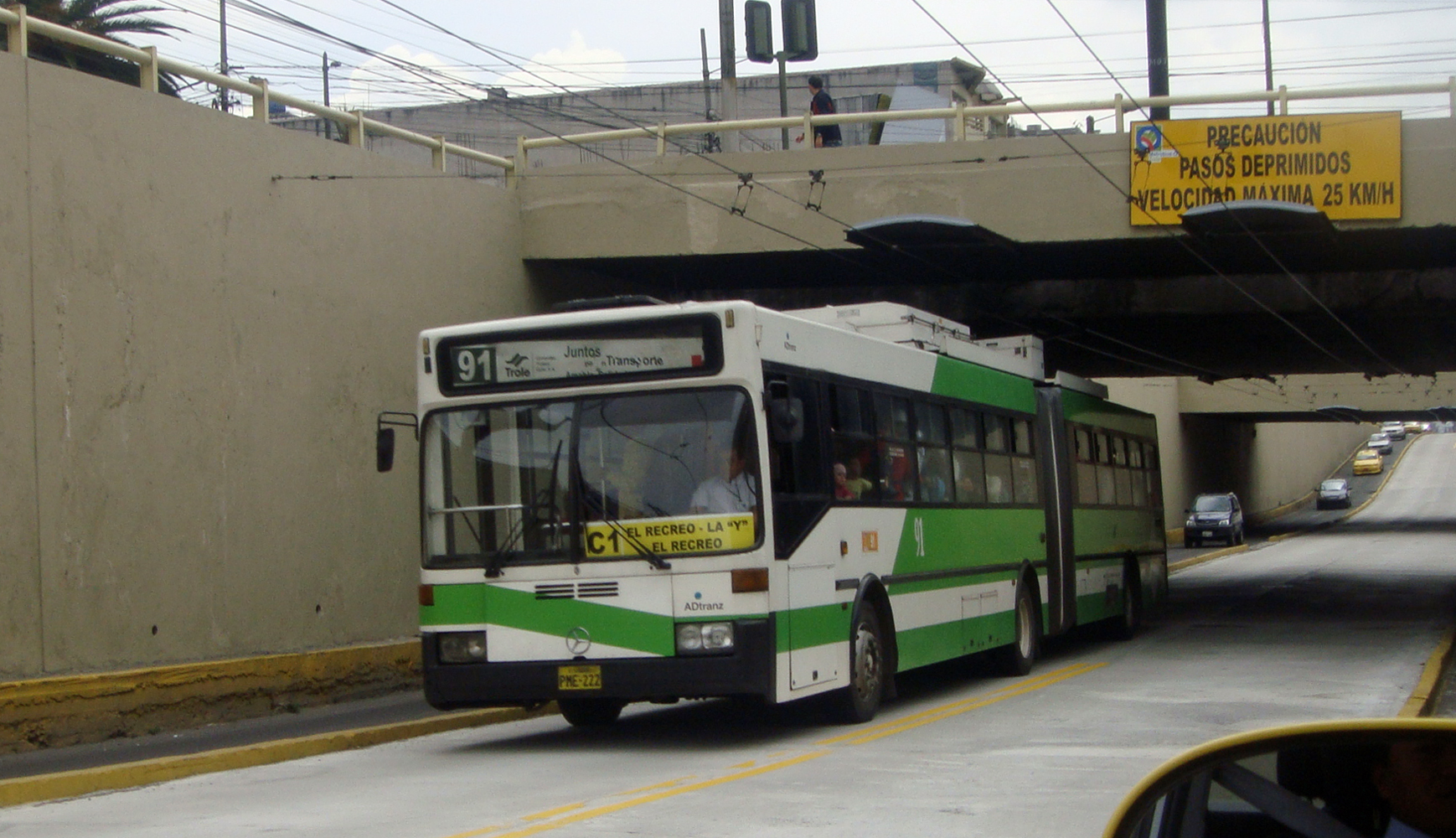
Wagen 91 auf Linie C1

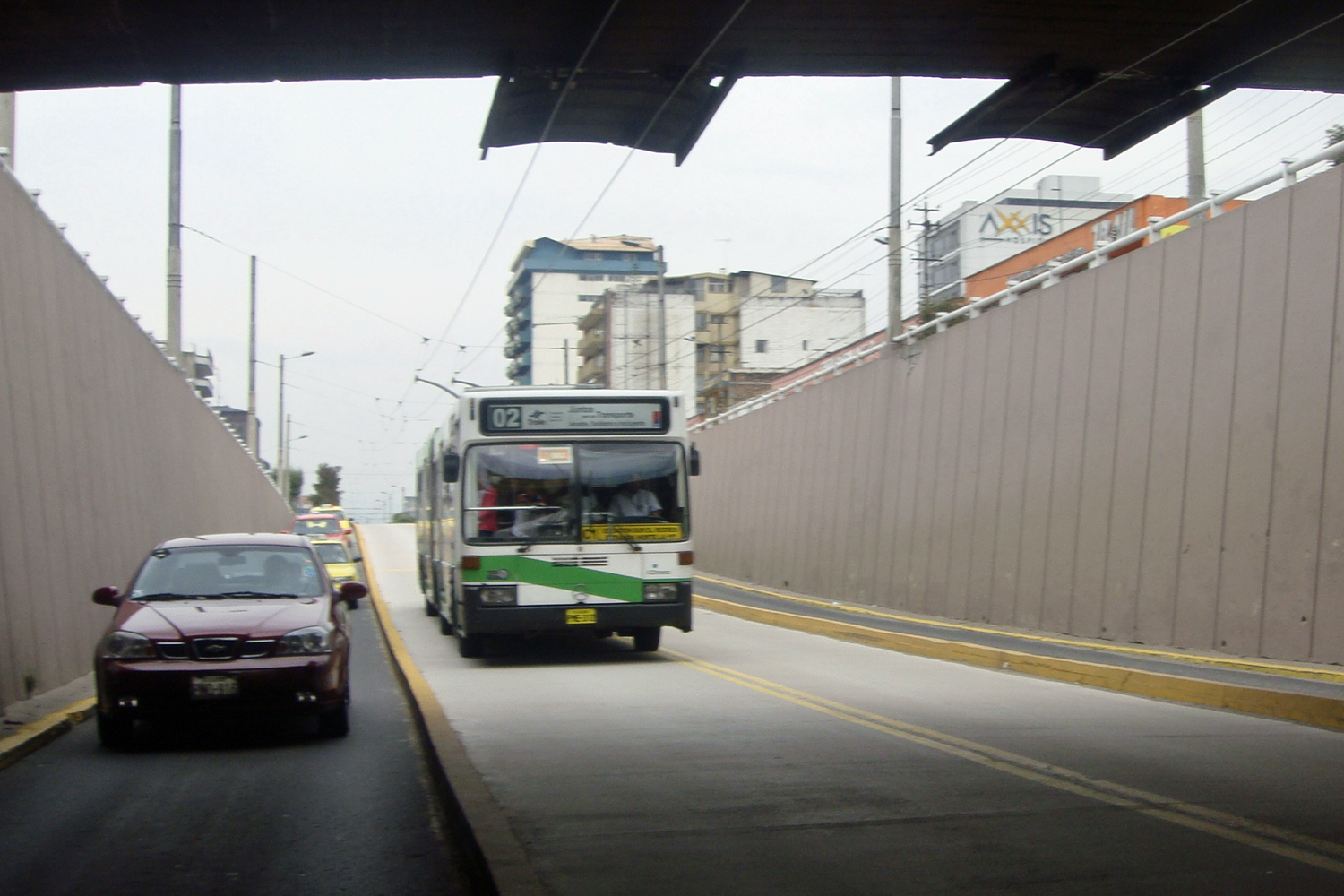
Die abgetrennte Sondertrasse im Bereich einer Unterführung

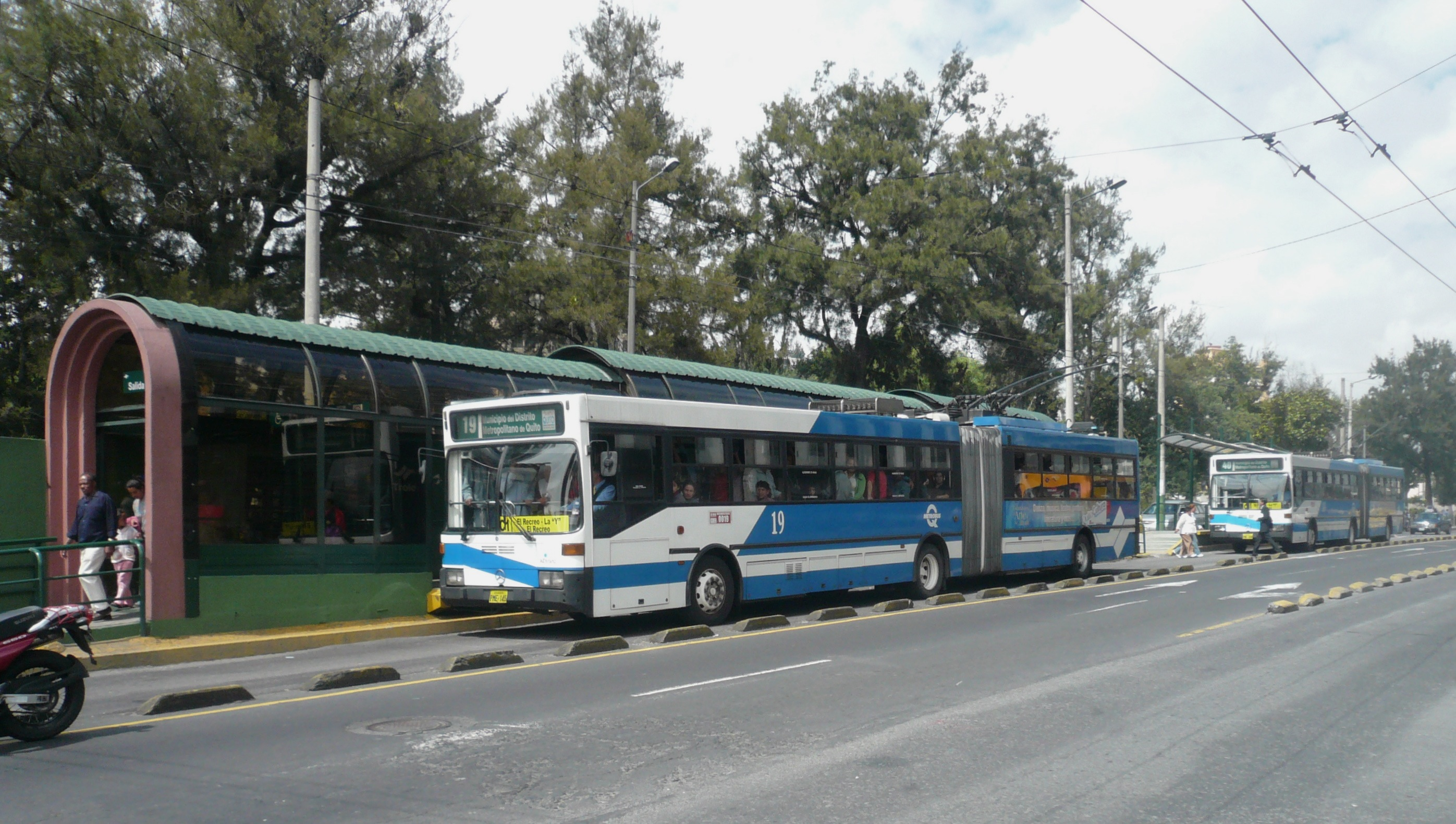
Wagen 19 während eines Haltestellenaufenthalts

Die Trolleybusstrecke in Quito ist größtenteils ähnlich einem Bus-Rapid-Transit- beziehungsweise Spurbus-System unabhängig vom Individualverkehr trassiert, der Betrieb erfolgt jedoch nicht spurgeführt. Als Besonderheit sind alle Haltestellen mit 65 cm hohen und überdachten Bussteigen ausgestattet, diese gleichen den von Stadtbahnsystemen bekannten Hochbahnsteigen. Der Einstieg in die Wagen erfolgt somit ähnlich wie bei einer modernen Stadtbahn stufenlos. Weil es sich hierbei südlich der Haltestelle Estación Sur El Recreo um mittige Bussteige handelt, vergleichbar den Mittelbahnsteigen im Schienenverkehr, verkehren die Trolleybusse dort entgegen der üblichen Fahrordnung im Linksverkehr. Ferner verfügen die Haltestellen über Zugangssperren. Die Fahrt kostet 0,35 US-Dollar, wobei im Vorverkauf spezielle Token aus Plastik ausgegeben werden, mit deren Hilfe die Drehkreuze beim Betreten des Bussteigs passiert werden können. 
Die Strecke wird von den Linien C1, C2, C4, C5 und CQ-R befahren, sie bedienen zum Teil jedoch nur bestimmte Abschnitte. Die Linien C2, C4 und C5 sind Expresslinien (Semiexpresos), sie bedienen nur bestimmte Haltestellen. Durch diese Linienüberlagerung besteht ein dichter Takt, teilweise verkehren die Trolleybusse alle zwei Minuten. Maximal sind 103 der insgesamt 113 vorhandenen Wagen gleichzeitig im Einsatz, sie verteilen sich wie folgt auf die fünf Linien:
- C1: 49 Wagen
- C2: 29 Wagen
- C4: 12 Wagen
- C5: 8 Wagen
- CQ-R: 5 Wagen

## Fahrzeuge
Der Fahrzeugbestand besteht heute aus 113 Gelenkwagen mit Diesel-Hilfsantrieb, die Typenbezeichnung lautet O 405 G HCE. Davon stammen 54 aus der Anfangszeit (Baujahre 1995 beziehungsweise 1996), die restlichen 59 wurden 1999 beziehungsweise 2000 im Zuge der Erweiterung des Systems nachbeschafft. Letztere weichen in technischen Details von den erstgelieferten Wagen ab.
Alle Wagen wurden als Joint-Venture von Daimler-Benz (Fahrgestell), Hispano Carrocera (Karosserie) und Kiepe / Adtranz (elektrische Ausrüstung) produziert. Jedes Fahrzeug bietet 43 Sitzplätze und 138 Stehplätze, die Höchstgeschwindigkeit beträgt 60 km/h, die elektrische Spannung 750 Volt Gleichspannung. Die Wagen sind speziell an die Hochbahnsteige angepasst und besitzen keine Stufen. Lediglich an der vordersten der drei Türen ist eine Nottreppe vorhanden, über sie können Fahrgäste die Fahrzeuge auch außerhalb der Stationen verlassen.
Im Februar 2024 wurde bekanntgegeben, dass 50 Gelenkwagen beschafft werden sollen. Der Einsatz dieser Fahrzeuge ist ab 2025 geplant.

## Vorbildfunktion
Aufgrund der unabhängigen Trassierung und der Hochbahnsteige war das Trolleybus-System in Quito bei seiner Eröffnung einzigartig auf der ganzen Welt und erregte viel Aufsehen. Weitere Städte in Südamerika haben nach dem Erfolg in Quito dieses Personentransportkonzept in ihre Planungen aufgenommen. Der gleichartige Oberleitungsbus Mérida in Venezuela ging bereits 2006 in Betrieb, wurde aber schon 2016 wieder stillgelegt. Im ebenfalls venezolanischen Barquisimeto entstand ab 2005 ein weiteres System dieser Art, das letztlich jedoch – abgesehen von einem kurzen elektrischen Probebetrieb – mit Dieselbussen realisiert wurde.

## Weblinks

Logo